# Коста-риканско-сейшельские отношения
Отношения Коста-Рики и Сейшельских островов относятся к международным отношениям, которые существуют между Костой-Рикой и Сейшельскими Островами.

## История
В декабре 2000 года экскватура стиля была вручена Жану Замбо в качестве почетного консула Республики Сейшельские Острова в Коста-Рике.

## Дипломатические отношения
- Сейшельские острова имеют консульство в Сан-Хосе.[2]